# 4.ª División Antiaérea
La 4ª División Antiaérea (4. Flak-Division) fue una unidad antiaérea de la Luftwaffe durante la Segunda Guerra Mundial, que se rindió en Duisburgo en abril de 1945.

## Historia
Se formó el 1 de septiembre de 1941 en Düsseldorf bajo el mando del 4º Comando de Defensa Aérea, fue subordinada por el VI Comando del Distrito Aéreo hasta el 1 de enero de 1945. En 1941/1942 se trasladó a Ratingen, y en junio de 1942 a Duisburgo. Se mantuvo en Duisburgo hasta el final. En la noche del 8 de abril al 9 de abril de 1943, los regimientos de la división informó de 250 aeronave derribadas. El 20 de febrero de 1944 asume el mando el Teniente General Ludwig Schilffarth hasta el 31 de octubre de 1944. El 5 de noviembre de 1944, dio el mando al Coronel Max Hecht. El 120º Regimiento Antiaéreo (Grupo Antiaéreo Wuppertal) se unió a la división en marzo de 1944, pero fue retirado en junio de 1944; 47º Regimiento Antiaéreo (Grupo Antiaéreo Münster) se unió a la división en julio de 1944, pero fue retirado en agosto de 1944; 112º Regimiento Antiaéreo (Eisb.) y 103º Regimiento Antiaéreo (Grupo Antiaéreo Kassel) se unió a la división en julio de 1944. El 112º Regimiento Antiaéreo (Eisb.) dejó la división en octubre de 1944, mientras que el 117º Regimiento Antiaéreo (v) se unió a la división, pero fue retirada en noviembre de 1944. El 19 de febrero de 1945 es subordinado por el VI Cuerpo Antiaéreo. Al final de febrero de 1945 la protección de los transbordadores del Rin fue transferida a la división en el área de Rees-Xanten. Además las fuerzas de la 18.ª Brigada Antiaérea fueron subordinadas por la división. El 2 de abril de 1945 la división fue puesta nuevamente bajo la subordinación del III cuerpo Antiaéreo, en el cual participó en la Bolsa del Ruhr. El 18 de abril de 1945 se rinden en la Bolsa del Ruhr, la división es capturada y son enviados Ratingen bajo el cautiverio estadounidense. Las unidades subordinadoras sufrieron la misma suerte.

## Comandantes
- General de Artillería Antiaérea Gerhard Hoffmann - (1 de septiembre de 1941 - 28 de febrero de 1942)
- Teniente General Johannes Hintz - (5 de marzo de 1942 - 26 de febrero de 1944)
- Teniente General Ludwig Schilffarth - (26 de febrero de 1944 - 30 de octubre de 1944)
- Coronel Max Hecht - (5 de noviembre de 1944 - 18 de abril de 1945)

### Jefe de Operaciones (Ia)
- Mayor Friedrich Herzberg - (1 de septiembre de 1941 - 14 de enero de 1943)
- Mayor Uwe Vogel - (1 de abril de 1943 - febrero de 1945)
- Mayor Alfred Tuch - (12 de febrero de 1945 - 18 de abril de 1945)

## Área de Operaciones
- Alemania - (septiembre de 1941 - abril de 1945)

## Orden de batalla
Formación del 1 de septiembre de 1941 con las siguientes unidades:
- 24º Regimiento Antiaéreo (o) (Grupo Antiaéreo Düsseldorf)
- 44º Regimiento Antiaéreo (o) (Grupo Antiaéreo Essen)
- 46º Regimiento Antiaéreo (o) (Grupo Antiaéreo Dorsten)
- 64º Regimiento Antiaéreo (o) (Grupo Antiaéreo Duisburgo)
- 74º Regimiento Antiaéreo de Proyectores (o) (Grupo Antiaéreo de Proyectores Duisburgo)
- 124ª División de Inteligencia Aérea

Organización de diciembre de 1942:
- 5º Regimiento Antiaéreo (o)
- 24º Regimiento Antiaéreo (o)
- 44º Regimiento Antiaéreo (o)
- 46º Regimiento Antiaéreo (o)
- 64º Regimiento Antiaéreo (o)

Organización del 1 de noviembre de 1943:
- 24º Regimiento Antiaéreo (o) (Grupo Antiaéreo Düsseldorf)
- 44º Regimiento Antiaéreo (o) (Grupo Antiaéreo Essen)
- 46º Regimiento Antiaéreo (o) (Grupo Antiaéreo Dorsten)
- 64º Regimiento Antiaéreo (o) (Grupo Antiaéreo Duisburgo)
- 74º Regimiento Antiaéreo de Proyectores (o) (Grupo Antiaéreo de Proyectores Duisburgo)
- 124ª División de Inteligencia Aérea

Organización del 1 de septiembre de 1944:
- 24º Regimiento Antiaéreo (o) (Grupo Antiaéreo Düsseldorf)
- 44º Regimiento Antiaéreo (o) (Grupo Antiaéreo Essen)
- 46º Regimiento Antiaéreo (o) (Grupo Antiaéreo Dorsten)
- 64º Regimiento Antiaéreo (o) (Grupo Antiaéreo Duisburgo)
- 74º Regimiento Antiaéreo de Proyectores (o) (Grupo Antiaéreo de Proyectores Duisburgo)
- 103º Regimiento Antiaéreo (o) (Grupo Antiaéreo Kassel)
- 112º Regimiento Antiaéreo (Eisb.)
- 22./IV Batería de Transporte Antiaéreo
- 33./VI Batería de Transporte Antiaéreo
- 3./VI Batería de Transporte Antiaéreo
- 128./VI Batería de Transporte Antiaéreo
- 124ª División de Inteligencia Aérea

Organización de febrero de 1945:
- 64º Regimiento Antiaéreo (o)
- 181º Regimiento Antiaéreo
- 74º Regimiento Antiaéreo de Proyectores (o)

## Subordinado
| 1 de septiembre de 1941 - 23 de febrero de 1945 | VI Comando Administrativo Aéreo |
| 19 de febrero de 1945 - 23 de febrero de 1945   | VI Cuerpo Antiaéreo             |